# Насукарасуяма
Насукарасуяма (яп. 那須烏山市 Насукарасуяма-си) — город в Японии, находящийся в префектуре Тотиги. Площадь города составляет 174,42 км², население — 28 387 человек (1 июля 2014), плотность населения — 162,75 чел./км².

## Географическое положение
Город расположен на острове Хонсю в префектуре Тотиги региона Канто. С ним граничат города Сакура, Хитатиомия и посёлки Накагава, Таканедзава, Итикай, Мотеги.

## Население
Население города составляет 28 387 человек (1 июля 2014), а плотность — 162,75 чел./км². Изменение численности населения с 1980 по 2005 годы:
| 1980 | 33 562 чел. |  |
| 1985 | 33 854 чел. |  |
| 1990 | 33 699 чел. |  |
| 1995 | 33 535 чел. |  |
| 2000 | 32 790 чел. |  |
| 2005 | 31 152 чел. |  |

## Символика
Деревом города считается Zelkova serrata, цветком — магнолия Кобуси, птицей — вороны.